# J. C. Penney

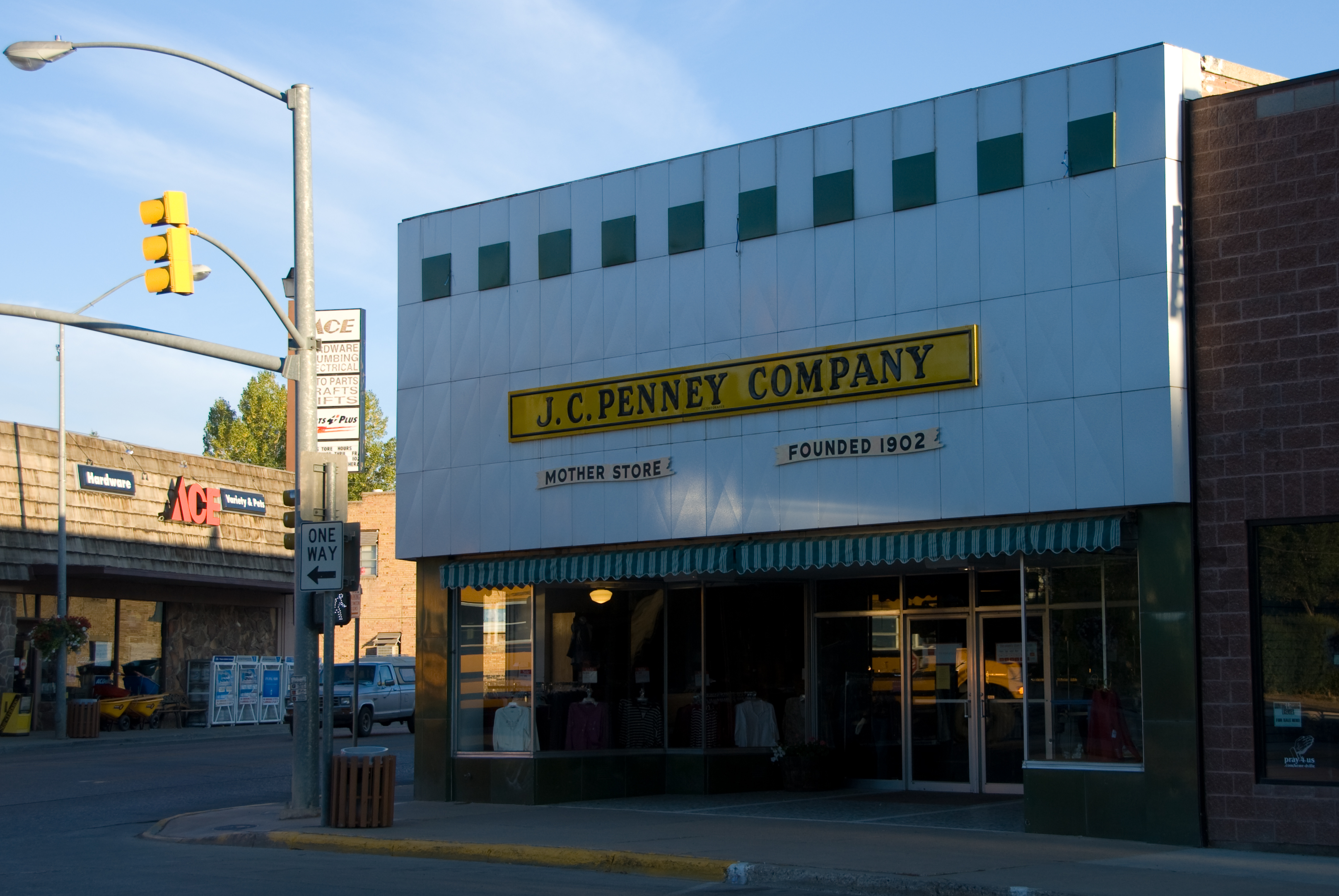
J.-C.-Penney-Gründungsgeschäft
in Kemmerer

J. C. Penney (stilisiert als JCPenney) ist ein US-amerikanisches Einzelhandelsunternehmen mit Sitz in Plano (Texas).
Das Unternehmen wurde 1902 von James Cash Penney und William Henry McManus in Kemmerer gegründet. Zum Sortiment von J. C. Penney gehören unter anderem Kleidung, Schuhe, Möbel, Schmuck, Kosmetik, Elektrogeräte und Haushaltsgegenstände im unteren bis mittleren Preissegment. Mit dem Unternehmen Polo Ralph Lauren bestand zwischen 2008 und 2012 eine Exklusiv-Kooperation über die niedrigpreisige Lizenz-Bekleidungs- und Accessoiresmarke American Living.
J. C. Penney betrieb Ende Januar 2012 rund 865 Kaufhäuser in den USA und beschäftigte etwa 159.000 Mitarbeiter. Da der Konzern seit 2010 ausschließlich Verluste zu verzeichnen hatte, musste die Mitarbeiterzahl bis Januar 2020 auf unter 90.000 abgebaut werden. Im Rahmen der COVID-19-Pandemie meldete J. C. Penney am 15. Mai 2020 Insolvenz nach Chapter 11 des US-amerikanischen Insolvenzrechts an.
Am 9. September 2020 übernahmen Brookfield Property Partners und Simon Property Group J.C. Penney für 800 Millionen Dollar (300 Millionen in bar und 500 Millionen der Schulden).